# Arrunte Tarquinio

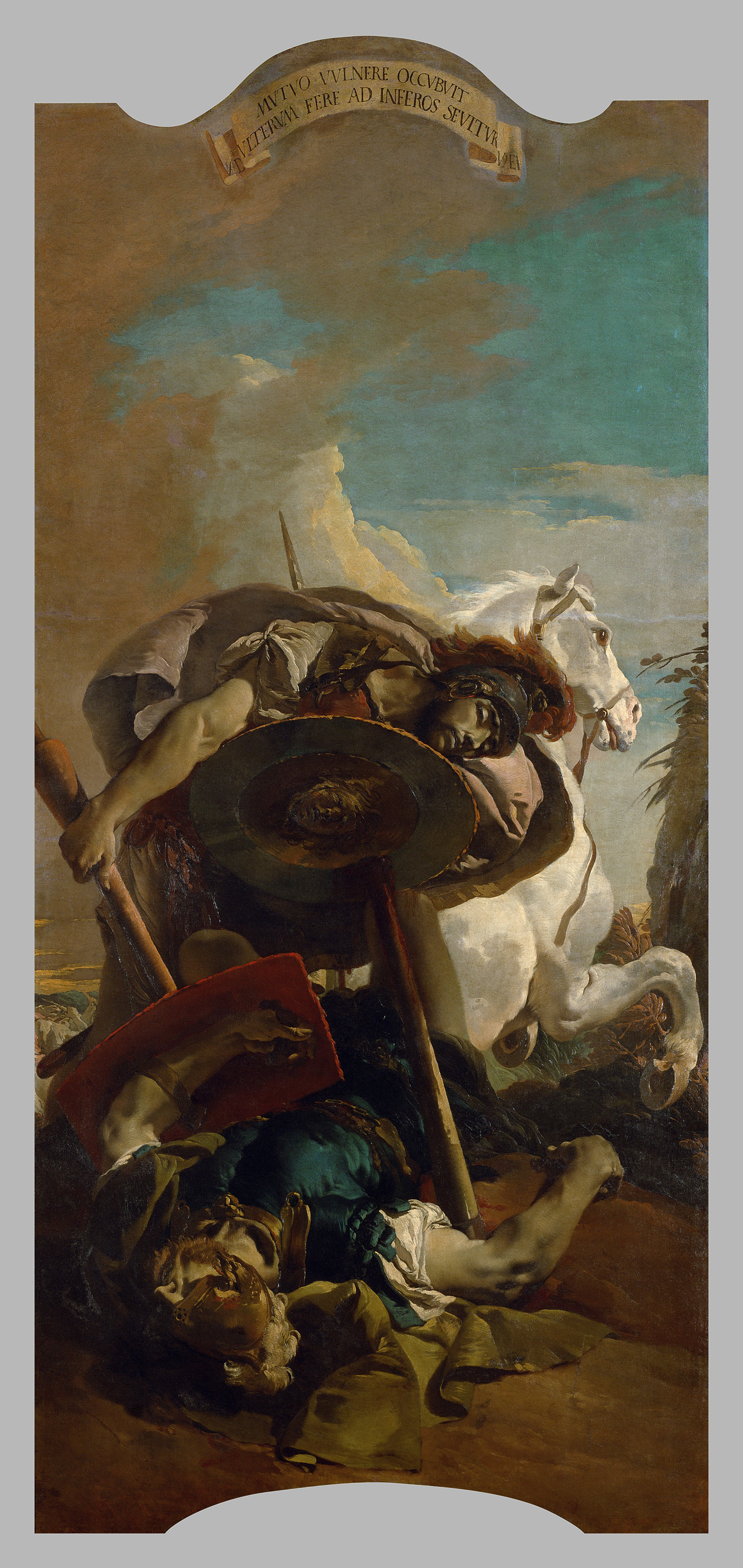
La muerte del cónsul Lucio Junio Bruto en duelo con Arrunte, de Giambattista Tiépolo.

Arrunte Tarquinio fue uno de los tres hijos de Tarquinio el Soberbio, séptimo y último rey de Roma.

## Vida
Formó parte de la embajada a Delfos con su hermano Tito Tarquinio y su primo Lucio Junio Bruto, quien terminó poco después con la monarquía romana tras de la violación de Lucrecia por el tercer hermano, Sexto Tarquinio.
Fue expulsado de Roma con toda su familia. Tito y Arrunte se exiliaron con su padre a Caere, mientras que Lucio Junio Bruto fue elegido uno de los primeros cónsules. Después del primer intento fallido de los Tarquinios para recuperar el trono en 509 a. C, Arrunte estuvo al frente de la caballería etrusca en la batalla de la Selva Arsia. Después, vio a lo lejos a los lictores y reconoció así la presencia de un cónsul. Arrunte se percató de que su primo Bruto estaba al mando de la caballería romana. Los dos hombres se lanzaron el uno contra el otro matándose mutuamente en el 509 a. C. La batalla concluyó con la victoria de los romanos y los Tarquinios continuaron en el exilio.